# Charles Bourneton
Charles Bourneton (né le 10 avril 1897, à Marguerittes (Gard), mort le 13 août 1944, à Lubilhac (Haute-Loire), est un cheminot, militant syndicaliste et communiste. En 1926, il est élu membre du Comité central du Parti communiste français (PCF) et le demeure jusqu'en 1932. En 1931, il devient membre du Bureau confédéral de la Confédération générale du travail unitaire (CGTU). En 1934, il est l'un des promoteurs de la réunification de la CGTU et de la CGT dans le département du Nord. Passé à la collaboration, il devient, en 1942, membre du Comité central du Parti ouvrier et paysan français (POPF). À la Libération, mis sur liste noire, il est exécuté par des militants communistes en 1944.

## Biographie
Charles Marcel Bourneton naît le 10 avril 1987 à Marguerittes, dans le département du Gard. 
En 1914, il adhère au parti socialiste SFIO. Pendant la Première Guerre mondiale, il est mobilisé dans l'artillerie de montagne en 1916. 

### Activités au sein de la CGT et au PCF
La guerre finie, il entre en 1919 à la compagnie des chemins de fer, où il devient aide ouvrier. En septembre, il adhère à la CGT. Il se marie la même année. En 1920, il est désigné président d'un comité de grève et rejoint le PCF. Il assiste aux congrès de Marseille et de Paris, respectivement en 1921 et 1922.
Cette même année 1922, il intègre la direction gardoise du PCF.
Quatre ans plus tard, en 1926, il est congédié par la direction du Compagnie des chemins de fer de Paris à Lyon et à la Méditerranée (PLM) des ateliers de Cambessac. Il est responsable de la Xe Union régionale (Languedoc-Roussillon) jusqu'en 1929. Il dirige la propagande communiste dans les départements du Midi. Le congrès de Lille du PCF l'élit membre du Comité central et il se rend, à Moscou, au VIIe plénum de l'Internationale communiste (IC).

### Activités à la CGTU
En 1929, il prend, avec Marcel Gitton, les fonctions de propagandiste pour le PCF et la Confédération générale du travail unitaire (CGTU) à l'échelon national. L'année suivante, il séjourne dans le Nord, afin, à l'occasion de la grève des mineurs, de relancer l'action revendicative. Il entre en 1931 au secrétariat international de la CGTU, puis, en novembre, devient membre du Bureau confédéral (BC) de cette confédération. En 1933, il est envoyé à Lille, comme secrétaire de la 1re Union régionale (Nord Pas-de-Calais) de la CGTU. Il demeure membre de la commission exécutive de la CGTU. En 1934, il est l'un des promoteurs de la réunification des deux confédérations (CGT et CGTU) sur le plan régional. En 1936, lors du congrès de réunification CGT-CGTU des syndicats du Nord, à Lille, il est élu à la Commission exécutive départementale de la CGT réunifiée, dont il devient le secrétaire administratif. En 1938, il prend la direction de l'Union des Métaux de Valenciennes.

### Passage à la collaboration
En 1939, démobilisé, il rentre à Valenciennes où son retour déclenche une recrudescence d'activité syndicale chez les ouvriers, notamment à Anzin et à Raismes. Il est alors arrêté, pour être interné, l'année suivante, au camp de surveillance d'Eyjeaux, dans la Haute-Vienne. En 1942, une commission de révision des internements le libère. Il rejoint alors, à sa création, le Parti ouvrier et paysan français (POPF), parti collaborationiste fondé par Marcel Gitton et Marcel Capron  et dont il devient, semble-t-il, membre du Comité central. L'année suivante, il participe aux journées d'études du Mont-Dore, organisées par le cabinet du maréchal Pétain et fait partie de la délégation chargée d'en transmettre les conclusions à Pierre Laval. En 1944, il préconise la création d'une nouvelle CGT. 
« Aux jours troubles de la Libération », il se retrouve mis sur une des listes noires du PCF. Il est exécuté le 13 août 1944, à Lubilhac, en Haute-Loire, par des résistants communistes qui s'efforcent de châtier les chefs du POPF,.

## Publications
- La région du Nord et la contre-offensive prolétarienne, mars 1934, sur Archives communistes MLM [PDF]

## Sources
- Dictionnaire biographique du mouvement ouvrier français, Les Editions de l'Atelier, 1997.
- Dictionnaire biographique, mouvement ouvrier, mouvement social : notice biographique.
- Dictionnaire biographique, mouvement ouvrier, mouvement social (version DBK) : notice biographique.